# In God We Trust, Inc.
In God We Trust, Inc.  es el primer EP de 12" del grupo de hardcore punk Dead Kennedys, siendo el primer álbum grabado con el batería D.H. Peligro en reemplazo de Bruce Slesinger, alias «Ted». 
Fue publicado en el otoño de 1981 por el sello de la banda, Alternative Tentacles. 

## Detalles
El título (traducible por «Confiamos en Dios, Sociedad Anónima») parodia con sarcasmo el conocido lema que aparece en los billetes de dólar estadounidense; la portada exhibe un Cristo crucificado sobre una cruz formada por billetes de dólar. El disco cuenta con letras contra la religión y la política (en particular atacando al presidente de la época, Ronald Reagan, y a los punks con actitudes nazis). 
Contiene la canción "We've Got a Bigger Problem Now", que es una versión de la canción "California Über Alles", de su primer sencillo (e incluida en el primer álbum, Fresh Fruit for Rotting Vegetables), con diferencias musicales –una introducción lenta con aires jazz– y con cambios en la letra, esta vez hablando acerca del presidente Ronald Reagan.
En la versión de casete, el disco entero se encuentra en el lado A. 
El lado B fue dejado intencionalmente en blanco, con el mensaje: "Home Taping Is Killing Record Industry Profits. We left this side blank, so you can help", en forma de protesta contra la industria de la música, y con la intención de que la gente que quiera grabar su música, lo haga en ese lado.

## Lista de canciones
- Todas las canciones por Jello Biafra, excepto donde se indica.

Cara A
1. "Religious Vomit" – 1:04 (6025)
2. "Moral Majority" – 1:55
3. "Hyperactive Child" – 0:37
4. "Kepone Factory" – 1:18
5. "Dog Bite" – 1:13 (Klaus Flouride)

Cara B
1. "Nazi Punks Fuck Off" – 1:03
2. "We've Got a Bigger Problem Now" – 4:29
3. "Rawhide" – 2:11 (Ned Washington, Dimitri Tiomkin)

## Personal
- Jello Biafra: Voz, grafismo
- East Bay Ray: Guitarra, coros
- Klaus Flouride: Bajo, coros
- D.H. Peligro: Batería
- Ninotchka: Coros
- Annette: Coros
- HyJean: Coros
- Darvon: Coros
- Siobhan: Coros
- Norm: Productor, mezclador
- Oliver Dicicco: Ingeniero
- Winston Smith: grafismo